# Ludwig Rex

Ludwig Rex um 1920

Ludwig Rex (eigentlich Ludwig Wiedemann; * 16. März 1875 in München; † 7. Dezember 1943 in Freiburg im Breisgau) war ein deutscher Opernsänger und Stummfilmschauspieler.

## Leben und Wirken
Der gebürtige Münchner begann seine Bühnenlaufbahn 1898 als Opernbassist in Colmar, wechselte im Jahr darauf nach Lübeck und verbrachte dann vier Saisonen am Hoftheater Stuttgart. 1905 und 1906 folgten Engagements in Elberfeld und Chemnitz, ehe er von Max Martersteig an die Kölner Oper verpflichtet wurde. Nach einem erneuten Aufenthalt in Stuttgart versuchte Wiedemann, ein eigenständiges künstlerisches Unternehmen zu etablieren, was jedoch misslang. Weitere Stationen waren anschließend Münster (1913/14) und Posen. Während des Ersten Weltkriegs gelangte Wiedemann ans Friedrich-Wilhelmstädtische Theater in Berlin, wo er auch Regie führte, und firmierte von da an unter seinem Künstlernamen Ludwig Rex.
Im letzten Kriegsjahr 1918 stieß er zum Stummfilm und avancierte sogleich zu einem der gefragtesten Nebendarsteller im Filmbetrieb der frühen Weimarer Republik. Meist verkörperte Ludwig Rex gesetzte Gestalten, etwa einen Kapitän, einen Wirten, einen Bankier oder einen Kommissar. Zu bleibender Bekanntheit verhalf ihm allerdings seine Rolle als verhinderter Raubmörder in Robert Wienes expressionistischem Horror-Klassiker Das Cabinet des Dr. Caligari. 1927 nahm er seine Sängerlaufbahn wieder auf, indem er als Solist und Chorsänger zum Reichsrundfunk ging. Dort verblieb er bis in die frühen 1940er-Jahre, als ihn Krankheit und Alter zwangen, seinen Beruf aufzugeben.
Im Sommer 1943 hielt er sich zur Linderung seiner Leiden zunächst im Schwarzwald auf, wechselte dann nach Strobl im Salzkammergut und im Herbst schließlich nach Baden-Baden. Da sich sein Zustand verschlechterte, wurde er von dort ins Universitätsklinikum Freiburg eingeliefert, wo er bald darauf im Alter von 68 Jahren verstarb. Sein Leichnam wurde zur Beisetzung nach München überführt.
Ludwig Rex war von 1901 bis zu seinem Tod mit Josefine, geb. Wind, verheiratet, lebte aber seit 1910 von seiner Frau getrennt. Mit ihr hatte er zwei Söhne, die bereits im jungen Erwachsenenalter verstarben.

## Filmografie
- 1918: Totenkopfreiter
- 1918: Der Fluch des Nuri
- 1918: Die lustigen Weiber von Windsor
- 1919: Retter der Menschheit
- 1919: Nocturno der Liebe
- 1919: Luxuspflänzchen
- 1919: Die siebente Großmacht
- 1919: Angelo – Das Mysterium des Schlosses
- 1919: Die lachende Seele
- 1919: Der neue Herr Generaldirektor
- 1919: Seelenverkäufer
- 1919: Die Geächteten
- 1919: Der Tintenfischclub
- 1920: Nirvana, 2. Teil: Der Überfall auf die Telegraphenstation
- 1920: Nirvana, 3. Teil: Der Ruf über das Meer
- 1920: Nirvana, 4. Teil: Die brennende Stadt
- 1920: Nirvana, 5. Teil: Der unterirdische Tempel
- 1920: Nirvana, 6. Teil: Die Sühne
- 1920: Marionetten des Teufels
- 1920: Gauner der Gesellschaft
- 1920: Die andere Welt
- 1920: Der schwarze Gast
- 1920: Der Hund von Baskerville, 6. Teil: Das Haus ohne Fenster
- 1920: Der Flüchtling von Sing-Sing
- 1920: Das Lied der Puszta
- 1920: Gewalt gegen Recht
- 1920: Erpreßt
- 1920: Das Cabinet des Dr. Caligari
- 1920: Die Tänzerin Barberina
- 1920: Um Diamanten und Frauen
- 1920: Die Sklavenhalter von Kansas-City
- 1920: Der Schädel der Pharaonentochter
- 1921: Fortunato, 1. Teil: Der tanzende Dämon
- 1921: Apachenrache, 3. Teil: Die verschwundene Million
- 1921: Tschetschensen-Rache
- 1921: Die Verschwörung zu Genua
- 1921: Die Beichte einer Gefallenen
- 1921: Hände hoch
- 1921: Die Nacht ohne Morgen
- 1921: Söhne der Nacht (2 Teile)
- 1921: Das rote Plakat, 2. Teil: Die eiserne Acht
- 1921: Der Schrecken der roten Mühle
- 1921: Der Schatten der Gaby Leed
- 1921: Betrüger des Volkes
- 1922: Nobody, 25. Episode: Professor Lucifer
- 1922: Die Flibustier
- 1922: Othello
- 1922: Frauenopfer
- 1922: Der Fall Gembalsky
- 1923: Esterella
- 1923: Das schöne Mädel
- 1923: Hallig Hooge
- 1923: Der Mensch am Wege
- 1923: Inge Larsen
- 1924: Düstere Schatten, strahlendes Glück
- 1924: Sklaven der Liebe
- 1924: Dreiklang der Nacht
- 1924/26: Der krasse Fuchs
- 1925: Die Großstadt der Zukunft
- 1925: Die Beute
- 1925: Aschermittwoch
- 1927: Die Welt ohne Waffen
- 1927: Die große Pause